# Håkon Evjen
Håkon Evjen (Narvik, 14 februari 2000) is een Noors voetballer die als aanvaller voor FK Bodø/Glimt speelt. Zijn vader, Andreas Evjen, speelde ook voor FK Bodø/Glimt.

## Carrière
Håkon Evjen speelde in de jeugd van FK Mjølner, waar hij van 2015 tot 2016 in het eerste elftal speelde en daarmee van het derde naar het vierde niveau van Noorwegen degradeerde. Hij maakte in 2017 de overstap naar FK Bodø/Glimt, waarmee hij in het seizoen 2017 van de 1. divisjon naar de Eliteserien, het hoogste niveau van Noorwegen, promoveerde. Zijn eerste doelpunt in het betaald voetbal scoorde hij op 27 mei 2018, in de met 4-0 gewonnen thuiswedstrijd tegen Ranheim IL. In het seizoen 2019 kwam hij vaker tot scoren, en in de zomer probeerde AZ hem te kopen. Dit lukte pas later: in september 2019 maakte AZ bekend dat Evjen in de winterstop van het seizoen 2019/20 aangetrokken wordt. Hij debuteerde voor AZ op 21 januari 2020, in de met 0-2 gewonnen bekerwedstrijd tegen TOP Oss. Hij kwam in de 71e minuut in het veld voor Fredrik Midtsjø. Bij AZ werd hij nooit een vaste waarde. In de winterstop van het seizoen 2022/23 vertrok hij naar het Deense Brøndby IF. In januari 2024 keerde hij terug naar FK Bodø/Glimt.

### Statistieken

#### Beloften
| Seizoen                        | Club            | Land            | Competitie      | Competitie | Competitie | Totaal | Totaal |
| Seizoen                        | Club            | Land            | Competitie      | Wed.       | Dlp.       | Wed.   | Dlp.   |
| ------------------------------ | --------------- | --------------- | --------------- | ---------- | ---------- | ------ | ------ |
| 2019/20                        | Jong AZ         | Nederland       | Eerste divisie  | 3          | 0          | 3      | 0      |
| 2020/21                        | Jong AZ         | Nederland       | Eerste divisie  | 15         | 4          | 15     | 4      |
| 2021/22                        | Jong AZ         | Nederland       | Eerste divisie  | 2          | 0          | 2      | 0      |
| 2022/23                        | Jong AZ         | Nederland       | Eerste divisie  | 1          | 0          | 1      | 0      |
| Totaal beloften                | Totaal beloften | Totaal beloften | Totaal beloften | 21         | 4          | 21     | 4      |
| Bijgewerkt op 18 februari 2024 |                 |                 |                 |            |            |        |        |

#### Senioren
| Seizoen                        | Club            | Land            | Competitie      | Competitie | Competitie | Beker | Beker | Internationaal | Internationaal | Overig | Overig | Totaal | Totaal |
| Seizoen                        | Club            | Land            | Competitie      | Wed.       | Dlp.       | Wed.  | Dlp.  | Wed.           | Dlp.           | Wed.   | Dlp.   | Wed.   | Dlp.   |
| ------------------------------ | --------------- | --------------- | --------------- | ---------- | ---------- | ----- | ----- | -------------- | -------------- | ------ | ------ | ------ | ------ |
| 2015                           | FK Mjølner      | Noorwegen       | 2. divisjon     | 16         | 0          | 1     | 0     | –              | –              | –      | –      | 17     | 0      |
| 2016                           | FK Mjølner      | Noorwegen       | 3. divisjon     | 7          | 0          | 1     | 0     | –              | –              | –      | –      | 8      | 0      |
| 2017                           | FK Bodø/Glimt   | Noorwegen       | 1. divisjon     | 3          | 0          | 0     | 0     | –              | –              | –      | –      | 3      | 0      |
| 2018                           | FK Bodø/Glimt   | Noorwegen       | Eliteserien     | 15         | 1          | 2     | 0     | –              | –              | –      | –      | 17     | 1      |
| 2019                           | FK Bodø/Glimt   | Noorwegen       | Eliteserien     | 29         | 13         | 0     | 0     | –              | –              | –      | –      | 29     | 13     |
| 2019/20                        | AZ              | Nederland       | Eredivisie      | 3          | 0          | 1     | 0     | 2              | 0              | –      | –      | 6      | 0      |
| 2020/21                        | AZ              | Nederland       | Eredivisie      | 9          | 1          | 1     | 0     | 2              | 0              | –      | –      | 12     | 1      |
| 2021/22                        | AZ              | Nederland       | Eredivisie      | 20         | 2          | 2     | 0     | 7              | 1              | 4      | 1      | 33     | 4      |
| 2022/23                        | AZ              | Nederland       | Eredivisie      | 8          | 0          | 1     | 0     | 7              | 2              | –      | –      | 16     | 2      |
| 2022/23                        | Brøndby IF      | Denemarken      | Superligaen     | 15         | 3          | 0     | 0     | –              | –              | –      | –      | 15     | 3      |
| 2023/24                        | Brøndby IF      | Denemarken      | Superligaen     | 11         | 1          | 4     | 0     | –              | –              | –      | –      | 15     | 1      |
| 2024                           | FK Bodø/Glimt   | Noorwegen       | Eliteserien     | 0          | 0          | 0     | 0     | 1              | 0              | –      | –      | 1      | 0      |
| Totaal senioren                | Totaal senioren | Totaal senioren | Totaal senioren | 136        | 21         | 13    | 0     | 19             | 3              | 4      | 1      | 172    | 25     |
| Carrièretotaal                 | Carrièretotaal  | Carrièretotaal  | Carrièretotaal  | 157        | 25         | 13    | 0     | 19             | 3              | 4      | 1      | 193    | 29     |
| Bijgewerkt op 18 februari 2024 |                 |                 |                 |            |            |       |       |                |                |        |        |        |        |

### Interlandcarrière
Evjen werd in 2020 voor het eerst geselecteerd voor het Noors voetbalelftal, nadat de gehele selectie van het nationale team in quarantaine moest vanwege een coronabesmetting. Er werd een nieuw team opgeroepen voor de wedstrijd tegen Oostenrijk in de Nations League. Evjen viel in deze wedstrijd, die in 1-1 eindigde in de 86e minuut in voor Veton Berisha.